# Mario Di Bartolomei
Mario Di Bartolomei (ur. 17 maja 1931 w Supino, zm. 20 września 2020 w Rzymie) – włoski polityk, samorządowiec i dziennikarz, parlamentarzysta krajowy, poseł do Parlamentu Europejskiego I i II kadencji.

## Życiorys
Rozpoczął studia w Rzymie. Od lat 50. współpracował jako dziennikarz z różnymi gazetami, m.in. „Nord e Sud”, „Voce Repubblicana”, a także redakcją zagraniczną RAI. Opublikował jeden tom z serii o przywódcach państw trzeciego świata. Zaangażował się w działalność polityczną w ramach Włoskiej Partii Republikańskiej. Od 1950 pracował w biurze posła Oronzo Reale, później kierował partyjną młodzieżówką Federazione Giovanile Repubblicana. Znalazł się w zarządzie krajowym PRI, gdzie odpowiadał za kwestie pracy i polityki lokalnej.
Od 1970 zasiadł w radzie regionu Lacjum, od tegoż roku w jej władzach był asesorem ds. rolnictwa, a następnie budżetu i planowania. Od lipca 1980 do października 1980 kierował pracami rady. W latach 1983–1984 zasiadał w Izbie Deputowanych VI kadencji. W 1983 (po rezygnacji Bruno Visentiniego) i 1984 uzyskiwał mandat posła do Parlamentu Europejskiego. Przystąpił do Grupy Liberalnej, Demokratycznej i Reformatorskiej, od maja 1988 do lipca 1989 pozostając wiceprzewodniczącym frakcji. Należał m.in. do Komisji Budżetowej oraz Komisji ds. Rolnictwa, Rybołówstwa i Rozwoju Wsi. W tym okresie założył stowarzyszenie Giovine Europa i czasopismo „Europa 984”, którym kierował do końca 1993.